# Staroměstská vodárenská věž
Staroměstská vodárenská věž se nalézá v Praze 1 na Starém Městě pražském na Novotného lávce (dříve Staroměstská lávka) na pravém břehu řeky Vltavy v areálu dnešního Muzea Bedřicha Smetany. Věž i budova muzea byly původně součástí staroměstské vodárny postavené v roce 1883 s návrhem fasád od Antonína Wiehla se sgrafity podle návrhu Mikoláše Alše, Františka Ženíška a Jana Kouly.

## Historie
V dřívějších dobách zde stávala skupina mlýnů doplněná o vodárenskou věž, jež zásobovala vltavskou vodou kašny na Starém Městě. První zmínky o ní pocházejí z konce 15. století, kdy zde stávala dřevěná vodárenská věž, jež, tak jako mnoho jiných dřevěných staveb oné doby, byla často poškozena požárem. Požáry dřevěných vodárenských věží vznikaly dost často hlavně proto, že v zimě byla zamrzající vodárenská zařízení rozmrazována pomocí otevřeného ohně. Vodárenské věže také bývaly často poničeny i v důsledků povodní. Staroměstskou vodárenskou věž navíc poškodila nejméně dvakrát válka. Nejprve se tak stalo v roce 1648, kdy věž poničili Švédové během svého útoku na nedalekém Karlově mostu (další rekonstrukce věže pak proběhla v roce 1762), podruhé byla věž poničena během revolučních událostí v roce 1848. Poslední pohroma přišla v roce 1878, kdy ji opětovně poničil další požár.

## Popis
Jádro původní stavby pochází z roku 1577 a je vystavěno z přitesaných pískovcových kvádrů (podobně jako nedaleký Karlův most) a disponuje čtvercovým půdorysem. V roce 1835 byla věž technicky modernizována Františkem Josefem Gerstnerem a Josefem Božkem, po roce 1848 byla znovuobnovena architektem Bergmannem. Ve výšce 31 metrů byl ve věži umístěn vodojem, z něhož byla vltavská voda rozváděna samospádem do okolí. Po posledním požáru v letech 1878–1888 došlo k novogotické přestavbě, věž byla zvýšena o jedno podlaží, byla doplněna velkým hodinovým strojem se čtyřmi ciferníky, byla zde také vyměněna původní barokní střešní báň za dnešní novogotickou. Svému účelu přestal sloužit v roce 1880 také věžní vodojem, přilehlá vodárna pak dosloužila definitivně v roce 1913. Věž je 53 metrů vysoká a má celkem pět podlaží.

## Muzeum Bedřicha Smetany
Novorenesanční budova staroměstské vodárny podle návrhu Antonína Wiehla s přilehlou věží, ve které se nacházely pumpy pro přečerpávání vltavské vody do vodojemu ve věži, byla díky iniciativě Společnosti Bedřicha Smetany nákladně zrekonstruována a od 12. května 1936 slouží jakožto Muzeum Bedřicha Smetany. Dnes je součástí expozic Českého muzea hudby, které je součást Národního muzea v Praze.